# Balaustium
Balaustium är ett släkte av spindeldjur som beskrevs av von Heyden 1826. Balaustium ingår i familjen Erythraeidae.
Släktet innehåller bara arten Balaustium murorum.